# Lorenzo Sumulong

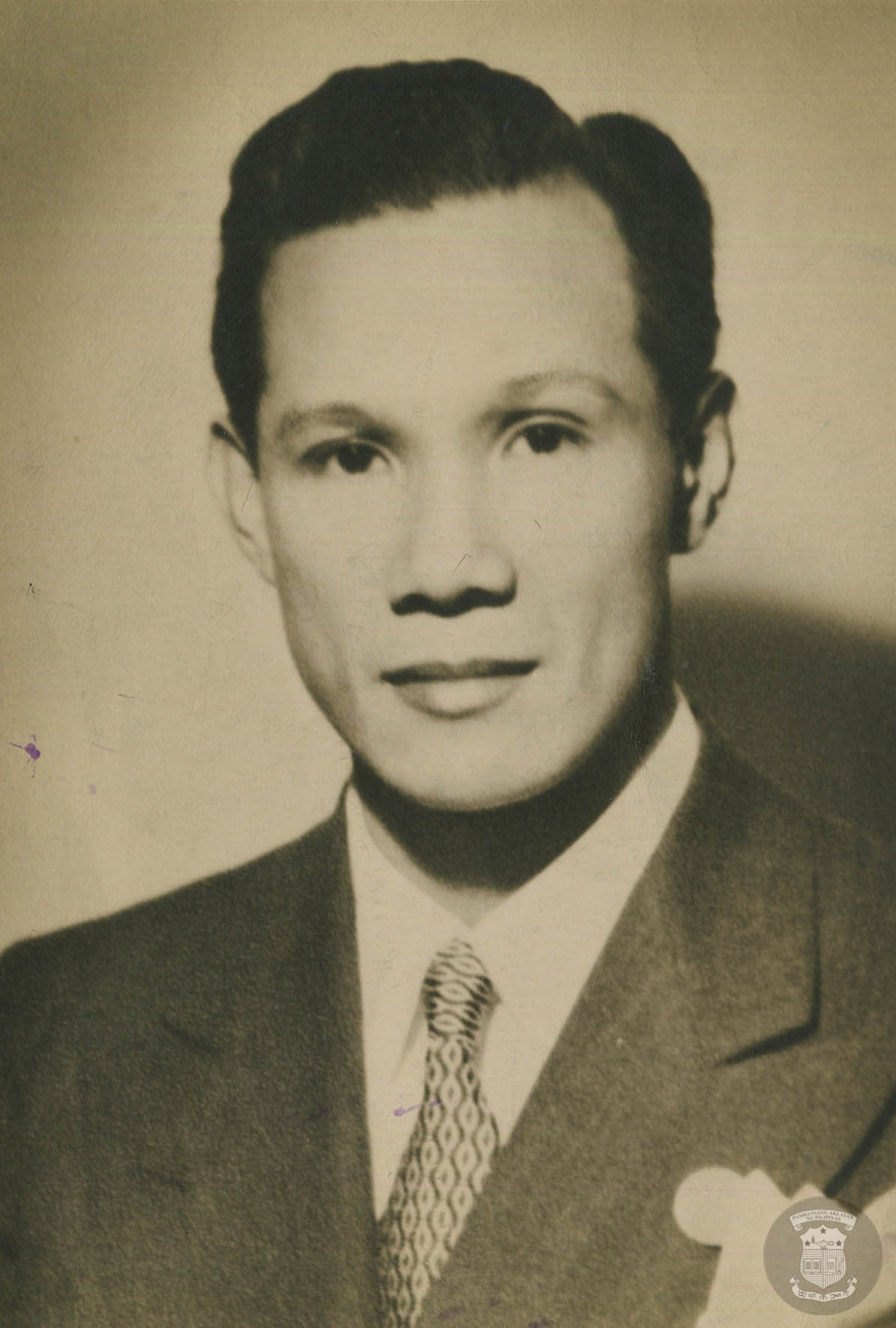
Offizielles Foto des ehemaligen philippinischen Senators Lorenzo Sumulong

Lorenzo Sumulong (* 5. September 1905 in Antipolo City, Rizal; † 21. Oktober 1997) war ein philippinischer Politiker.

## Biografie

### Abgeordneter und Senator
Lorenzo Sumulung entstammte einer angesehenen Familie aus Antipolo City. Sein Großvater Policarpio Sumulong war zeitweise Bürgermeister von Antipolo. Sein Vater Don Juan Sumulong war während der Philippinischen Revolution 1898 Sekretär der revolutionären Kräfte in der Provinz Rizal, später Mitglied der Philippine Commission und ebenfalls Senator.
Nach dem Besuch der Grundschulen und High School in Antipolo City und Manila studierte er an der University of the Philippines und erwarb dort 1926 den akademischen Grad Associate of Arts (A.A.). Ein anschließendes postgraduales Studium der Rechtswissenschaft an der University of the Philippines beendete er 1929 mit einem Bachelor of Laws (LL.B.) magna cum laude sowie als Jahrgangsbester bei der anschließenden Zulassung zum Rechtsanwalt. Später absolvierte er ein weiteres Postgraduiertenstudium an der Law School der Harvard University und schloss dieses 1932 mit einem Master of Laws (LL.M.) ab.
Bereits während seines Studiums begann er seine politische Laufbahn mit der Wahl zum Mitglied des Stadtrates von Antipolo, in den er mit dem besten Stimmergebnis gewählt wurde. Nach einer Tätigkeit als Rechtsanwalt wurde er 1946 zum Mitglied des Repräsentantenhauses gewählt und vertrat in diesem für eine Legislaturperiode bis 1949 den 2. Wahlbezirk der Provinz Rizal.
Nach seinem Ausscheiden aus dem Repräsentantenhaus wurde er im November 1949 erstmals zum Mitglied des Senats gewählt und gehörte diesem nach Wiederwahlen im November 1955 und 1961 zunächst bis zur Auflösung des Senats nach der Verhängung des Kriegsrechts durch Präsident Ferdinand Marcos 1972 an.
Während seiner langjährigen Mitgliedschaft im Senat war er nicht nur Vorsitzender des Ausschusses für Auswärtige Beziehungen, sondern auch Vorsitzender des Ausschusses zur Untersuchung des Buenavista-Tambobong-Skandals. Nach dessen Untersuchung beschloss der Senat die Einrichtung eines Ausschusses für öffentliche Rechenschaftspflicht, das sogenannte Blue Ribbon Committee. Er selbst war von 1950 bis 1952 erster Vorsitzender dieses Ausschusses, der sich mit der Aufklärung von Bestechung und Korruption in der Regierung befasste.

### Zwischenfall mit Chruschtschow bei der UN-Generalversammlung 1960
Lorenzo Sumulong war 1946, 1958, 1960, 1963 und 1965 Delegierter bei der Generalversammlung der Vereinten Nationen. Dabei sorgte der Erste Sekretär der KPdSU Nikita Sergejewitsch Chruschtschow am 12. Oktober 1960 für einen Zwischenfall in der UN-Generalversammlung. Bei der Rede von Sumulong zur Entkolonialisierung sowie zur bürger- und menschenrechtlichen Lage in Osteuropa geriet Chruschtschow in Rage und schlug mit einem seiner Schuhe mehrfach auf seinen Tisch. In seiner Rede führte Sumulong aus:
„Meine Delegation, die Philippinische Delegation, legt große Bedeutung auf diese ‚Erklärung über die Garantie der Souveränität von Kolonialländern und Völkern‘ genannten Thematik, die jetzt diskutiert wird.
Wir waren ein kolonisiertes Land. Wir sind durch alle Irrungen und Wirrungen eines Kolonialvolkes gegangen. Wir brauchten Jahrhunderte um Jahrhunderte zum Kampf, zum Ringen, und zum Gewinnen unseres Kampfes zur Anerkennung unserer Unabhängigkeit und daher ist es nur im Einklang mit unserer Geschichte, unserer Erfahrung und unseren Bestrebungen als ein Volk, dass wir dafür stimmen, dass diese Thematik im höchsten Gremium, der Generalversammlung, behandelt wird. Dies ist zwar nicht die Gelegenheit, um die Substanz der Angelegenheit zu diskutieren, aber ich möchte die Ansicht meiner Delegation zu Protokoll geben ebenso wie den Umfang, das Ausmaß, die Bereiche und Grenzen dieses Themas. Wir halten dieses für notwendig nach der Betrachtung der Ansichten, die zu Beginn der Sitzung vom Premierminister der Sowjetunion gemacht wurden. Es ist unsere Ansicht, dass die von der Sowjetunion abgegebene Erklärung nicht nur auf das unveräußerliche Recht auf Unabhängigkeit für Völker und Territorien gelten sollte, die jetzt noch unter der Herrschaft westlicher Kolonialmächte stehen, sondern auch für die Völker Osteuropas und anderswo, die ihrer freien Wahl ihrer bürger- und politischen Rechte beraubt wurden und die hinuntergeschluckt wurden, um es so zu sagen, von der Sowjetunion.“
„My delegation, the Philippine delegation, attaches great importance to this item entitled ‚Declaration on the granting of independence to colonial countries and peoples‘, the allocation of which is now under discussion.
We have been a colonized country. We have passed through all the trials and tribulations of a colonized people. It took us centuries and centuries to fight, to struggle, and to win our fight for the recognition of our independence, and, therefore, it would only be consistent with our history, our experience and our aspirations as a people that we vote in favour of having this item referred to the highest possible level of the General Assembly. While this is not the occasion to discuss the substance of the item, I would like to place on record my delegation's view on the import as well as on the scope, the extent, the metes and bounds of this item. We feel this to be necessary in view of the statements made at the start of our meeting by the Premier of the Soviet Union. It is our view that the declaration proposed by the Soviet Union should cover the inalienable right to independence not only of the peoples and territories which yet remain under the rule of Western colonial Powers, but also of the peoples of Eastern Europe and elsewhere which have been deprived of the free exercise of their civil and political rights and which have been swallowed up, so to speak, by the Soviet Union.“
Chruschtschow war erbost über Sumulongs Ausführung und bezeichnete ihn als „Trottel, Narr und Lakaien des Imperialismus“. Chruschtschow nahm daraufhin seinen Schuh, wedelte ihn in Richtung Sumulong, und schlug den Schuh dann auf seinen Tisch. Am folgenden Tag bestätigte Chruschtschow, dass er den philippinischen Delegierten beleidigt hätte, aber nur deshalb, weil Sumulong ihn beleidigt habe.
Daneben war er Vertreter der Philippinen bei zahlreichen weiteren internationalen Konferenz wie 1951 bei der Interparlamentarischen Union sowie 1954 bei der Philippinischen Wirtschaftsmission.
Sumulong war von 1964 bis 1972 wieder Vorsitzender des Blue Ribbon Committee. Zwischen 1969 und 1972 war er schließlich Präsident des Senats Pro tempore und damit Vertreter des Senatspräsidenten bei dessen Abwesenheit oder Erkrankung.
1986 war der angesehene ehemalige Senator noch Vorsitzender des Exekutivkomitees zur Ausarbeitung der Verfassung der Philippinen.
Sein Sohn Victor Sumulong war ebenfalls Mitglied des Repräsentantenhauses sowie Bürgermeister von Antipolo City.